# Min kamp (Knausgård)
Min kamp är en självbiografisk romansvit i sex delar av den norske författaren Karl Ove Knausgård, utgiven på norska mellan åren 2009 och 2011, och på svenska mellan 2010 och 2013. Den är översatt till 35 språk.
Böckerna i romansviten (utgivna på svenska)
- Min kamp 1 (2010)
- Min kamp 2 (2011)
- Min kamp 3 (2011)
- Min kamp 4 (2012)
- Min kamp 5 (2012)
- Min kamp 6 (2013)